# Чернелиця (гміна)
Ґміна Чернеліца — адміністративна субодиниця Городенківського повіту Станіславського воєводства. Утворена 1 серпня 1934 року згідно з розпорядженням Міністерства внутрішніх справ РП від 21 липня 1934 за підписом міністра Мар'яна Зиндрама-Косьцялковського під час адміністративної реформи. Містечко Чернелиця стало центром сільської ґміни Чернеліца. Ґміна утворена з попередніх самоврядних сільських гмін Чернеліца, Хмєльова, Домбкі, Копачиньце, Корнюв без присілку Корнювка, Кунісовце, Ольховєц, Репужиньце
У 1934 р. територія ґміни становила 111,53 км². Населення ґміни станом на 1931 рік становило 10 388 осіб. Налічувалось 2 164 житлові будинки.
Ґміна ліквідована в 1940 р. у зв’язку з утворенням Чернелицького району.